# Јуденрат
Јуденрат (нем. Judenräte једнина Judenrat; јеврејски савет) је био назив за административна тела у Нацистичкој Немачкој током Другог светског рата која су Јевреји морали да организују у деловима Пољске које је окупирала Немачка, а касније и на окупираним територијама Совјетског Савеза
Први јеврејски савети су формирани по наређењу Рајнхарда Хајдриха 21. септембра 1939, убрзо по окончању инвазије на Пољску.
Јеврејски савети су служили за комуникацију између немачких окупационих власти и јеврејских заједница под окупацијом. Јуденрати су управљали већ постојећим јеврејским комуналним установама као што су болнице, народне кухиње и занатске школе.
Са формирањем гета, ова тела су постала одговорна за локалну власт у гету, и налазила се између нациста и становника гета. Обично су се састојала од предратних вођа јеврејских заједница (осим у Совјетском Савезу, где су јеврејске организације укинуте 1930-их). Јеврејски савези су морали да нацистима обезбеђују Јевреје за принудни рад, и да помажу у депортацији Јевреја у логоре смрти током Холокауста. Они који су одбијали да испуњавају наређења нациста или нису могли да сарађују у потпуности су често стрељани или и сами одвођени у логоре смрти.
У већем броју случајева, као што су Мински гето и Лахвански гето, јеврејски савети су сарађивали са покретом отпора. У другим случајевима, они су сарађивали са нацистима, верујући да би сарадња могла да спасе животе становника гета.

## Тунис
Када је Немачка окупирала Тунис, успостављена је Радна регрутна комисија (фр. Comité de Recrutement de la Main d'Oeuvre). Пол Гез, познати припадник локалне јеврејске заједнице је постављен за председавајућег, а већи број других виђенијих Јевреја су држани као таоци. Комисија је функционисала на сличан начин као и јеврејски савети. Стога неки извори говоре о јуденратоликим организацијама или просто јуденрат у Тунису, што није у потпуонсти тачно; за разлику од јуденрата, Радна регругна комисија није била успостављена као облик јеврејске самоуправе.